# Гибб, Роберт
Роберт Гибб (англ. Robert Gibb; 28 октября 1845, Эдинбург – 11 февраля 1932, там же) — британский шотландский художник, который был действительным членом Королевской шотландской академии с 1881 года, главным хранителем Национальной галереи Шотландии с 1895 по 1907 год, и носил почётный титул Придворного художника короля с 1908 года до своей смерти. Гибб был известен своими историческими и, особенно, батальными полотнами; также он много работал, как портретист. 

## Биография
Гибб родился в Эдинбурге в доме по адресу Гринсайд-стрит, 28, в семье строителя Александра Гибба. Когда Роберт был подростком, его семья переехала на юг города.
Роберт Гибб изучал искусство на вечерних занятиях в Эдинбурге, а затем в школе при Королевской Шотландской академии. Он впервые выставил свою картину в 1867 году; в дальнейшем он выставил там не менее 140 картин. К концу следующего десятилетия Гибб уже был довольно известным художником-баталистом, но по-настоящему шумный успех пришёл к нему в 1881 году после создания картины «Тонкая красная линия», посвящённой эпизоду балаклавского сражения во время Крымской войны. Именно после этого Роберт Гибб был избран полноправным членом Шотландской академии.
Гибб часто изображал на своих батальных картинах не просто британские, а именно шотландские войска. Он продолжал заниматься батальной живописью во время Первой мировой войны и позже, вплоть до конца 1920-х годов.
Поскольку Гибб был весьма известным портретистом, ему охотно позировали представители аристократии и знаменитости, в частности, исследователь Африки Генри Мортон Стэнли.
Когда в 1932 году художник скончался в родном Эдинбурге, то его хоронили на кладбище Уорристоун по регламенту для военачальников, с участием почётного караула. Так Великобритания проводила в последний путь одного из самых известных своих баталистов.
После смерти, в связи со «сменой ценностной парадигмы» в сегодняшней Британии, Роберт Гибб был практически забыт.
Художник был женат на Маргарет Шеннан, которую пережил. На момент смерти не имел семьи.

## Галерея

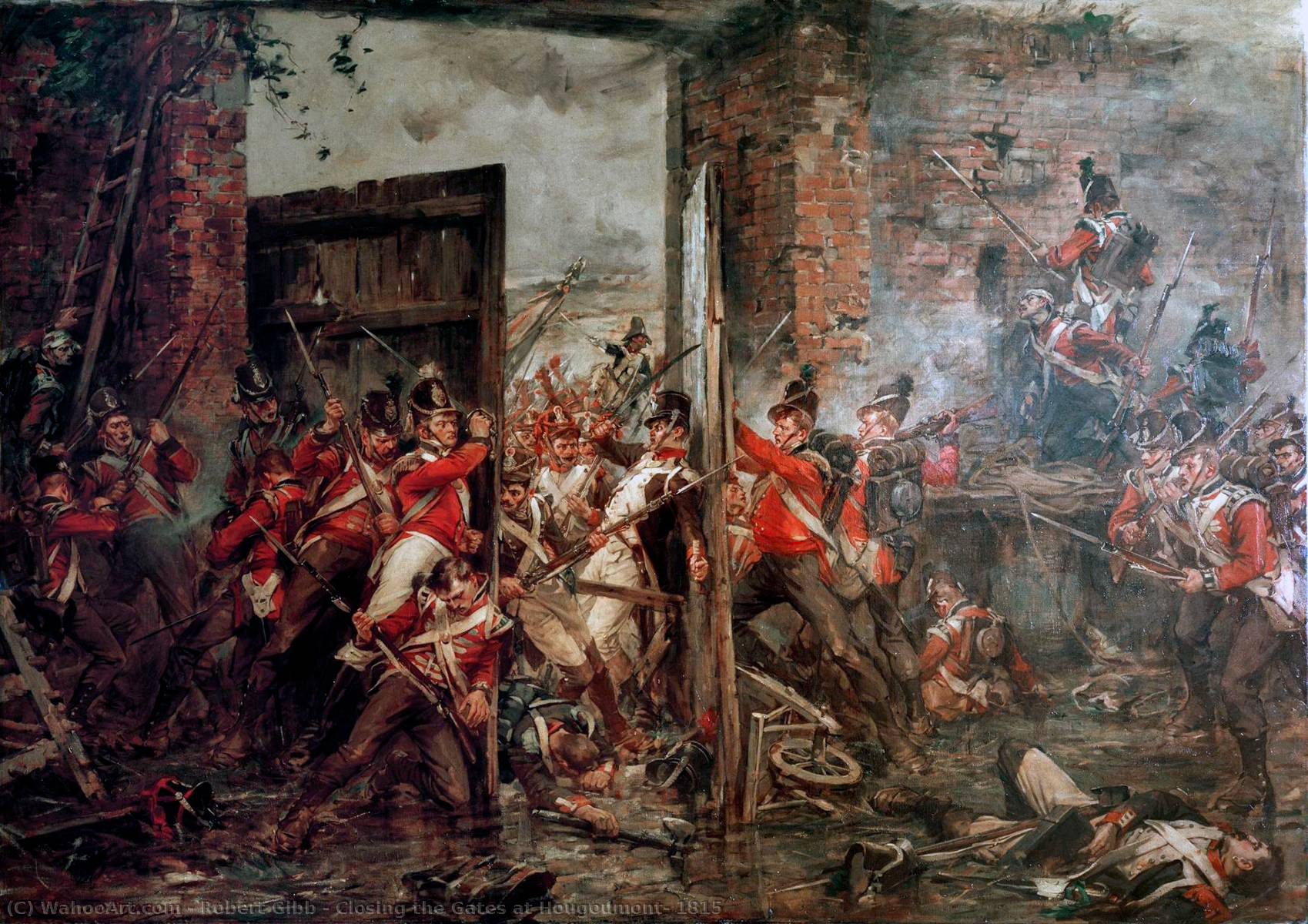
Закрытие колдстримскими гвардейцами ворот фермы Угумон в ходе битвы при Ватерлоо. Эпизод Наполеоновских войн.
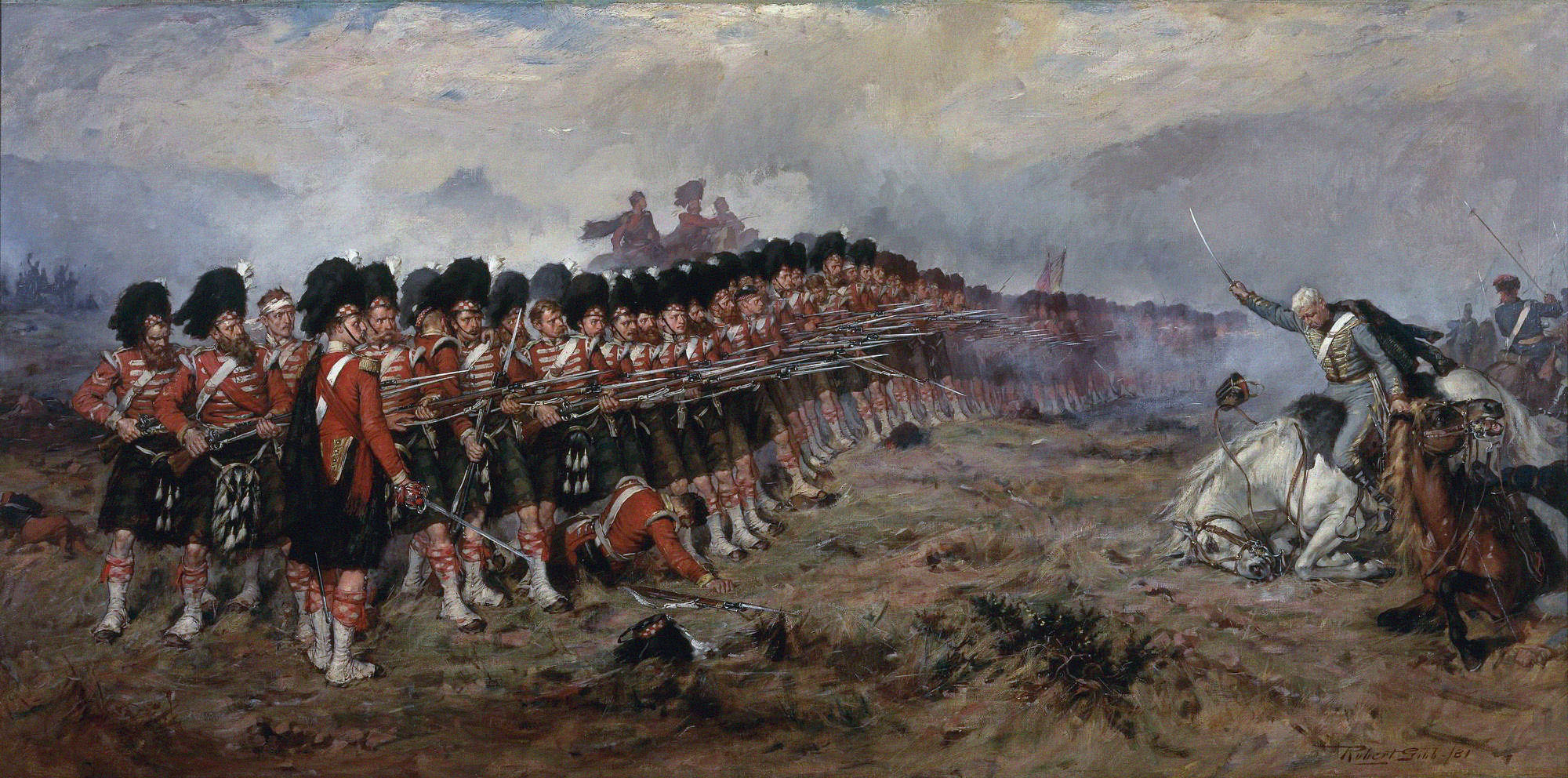
Тонкая красная линия в балаклавском сражении. Эпизод Крымской войны (1881).
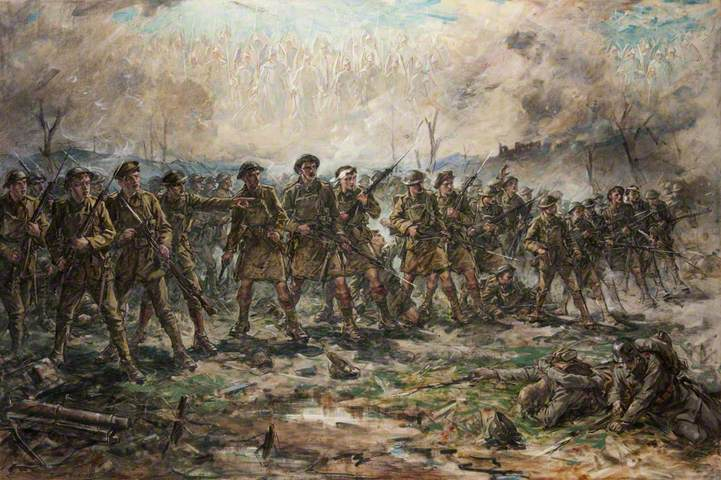
Спиной к стене. Эпизод Первой мировой войны.